# Chrysler Concorde
La Chrysler Concorde è un'autovettura full-size a trazione anteriore prodotta dalla Chrysler dal 1993 al 2004. Fu assemblata a Brampton in Canada.

## La prima serie (1993-1997)
La prima serie della Concorde era basata sul pianale LH del gruppo Chrysler. Era strettamente correlata alla Dodge Intrepid ed alla Eagle Vision, da cui differiva solo per alcuni dettagli. La Concorde fu presentata al pubblico al Salone dell'automobile di Detroit il 12 gennaio 1992. La vettura era dotata di un abitacolo in posizione piuttosto avanzata.
Il modello era offerto con un motore V6 da 3,3 litri di cilindrata o con un propulsore V6 opzionale da 3,5 litri. Il cambio era automatico a quattro rapporti. Tra l'equipaggiamento di serie erano offerti due airbag lato passeggero e lato guidatore, i freni a disco e l'aria condizionata. 
Nel 1994 la potenza del motore da 3,3 litri fu aumentata da 153 CV a 161 CV ed il cambio venne aggiornato. Nel 1996 furono introdotti due livelli di allestimento, l'LX e l'LXi. Su quest'ultimo il motore da 3,5 litri era quello offerto di serie. 

Dal 1997 questo propulsore diventò quello offerto di serie. Di questa serie di Concorde vennero prodotti 270.000 esemplari.

## La seconda serie (1997-2004)
La seconda serie di Concorde debuttò nel model year 1998. Questa nuova generazione di Concorde era dotata di una linea più arrotondata e di un abitacolo più spazioso.
Era offerta con un motore V6 da 2,7 litri da 203 CV oppure con un V6 da 3,2 litri da 223 CV di potenza. Il primo propulsore era offerto sull'allestimento LX, mentre il secondo sull'allestimento LXi. Il cambio era sempre automatico a quattro rapporti.
Nel 1999 furono aggiornati gli interni e vennero installate delle barre antirollio. Tra le opzioni, nel 2000 fu aggiunto il tettuccio apribile, mentre l'anno successivo erano ordinabili su richiesta con sovrapprezzo gli airbag laterali. Nel 2002 fu introdotto un V6 da 3,5 litri da 237 CV che era disponibile sull'allestimento LXi.